# Philadelphia 76ers 1992-1993
La stagione 1992-93 dei Philadelphia 76ers fu la 44ª nella NBA per la franchigia.
I Philadelphia 76ers arrivarono sesti nella Atlantic Division della Eastern Conference con un record di 26-56, non qualificandosi per i play-off.

## Roster
| N° | Naz.                   | Ruolo | Sportivo              | Anno | Alt. | Peso |
| -- | ---------------------- | ----- | --------------------- | ---- | ---- | ---- |
| 3  | Stati Uniti (bandiera) | G     | Greg Grant            | 1966 | 170  | 64   |
| 11 | Sudan (bandiera)       | C     | Manute Bol            | 1962 | 229  | 91   |
| 12 | Stati Uniti (bandiera) | G     | Johnny Dawkins        | 1963 | 188  | 75   |
| 14 | Stati Uniti (bandiera) | G     | Jeff Hornacek         | 1963 | 191  | 86   |
| 17 | Stati Uniti (bandiera) | AC    | Charles Shackleford   | 1966 | 208  | 102  |
| 20 | Stati Uniti (bandiera) | GA    | Ron Anderson          | 1958 | 201  | 98   |
| 21 | Stati Uniti (bandiera) | GA    | Kenny Payne           | 1966 | 203  | 88   |
| 23 | Stati Uniti (bandiera) | AC    | Tim Perry             | 1965 | 206  | 91   |
| 28 | Stati Uniti (bandiera) | C     | Andrew Lang           | 1966 | 211  | 111  |
| 30 | Stati Uniti (bandiera) | A     | Clarence Weatherspoon | 1970 | 198  | 109  |
| 33 | Stati Uniti (bandiera) | G     | Hersey Hawkins        | 1966 | 191  | 86   |
| 35 | Stati Uniti (bandiera) | AC    | Armon Gilliam         | 1964 | 206  | 104  |
| 55 | Stati Uniti (bandiera) | AC    | Thomas Jordan         | 1968 | 208  | 100  |
| 55 | Stati Uniti (bandiera) | AC    | Eddie Lee Wilkins     | 1962 | 208  | 100  |

## Staff tecnico
- Allenatori: Doug Moe (19-37) (fino al 7 marzo)[1], Fred Carter (7-19)
- Vice-allenatori: Fred Carter (fino al 7 marzo), Tony DiLeo, David Moe
- Preparatore atletico: Mike Abdenour